# 美麗皇冠
美麗皇冠（日语：マーベラスクラウン），是日本純種競賽馬匹。生涯活躍於中距離賽事，曾勝出1994年日本盃。

## 出賽前
1990年3月19日出生於北海道新冠町早田牧場新冠分場，成長途中被馬主笹原貞生購入。
其後交由栗東訓練中心練馬師大澤真訓練。

## 競賽生涯

### 3歲（現2歲）
1992年9月19日出戰阪神競馬場兩歲新馬戰，比賽途中不斷爬升，於進入直路後繼續加速，最終以1 3/4馬位優勢取得首勝。
其後以條件戰爲主軸，於三場賽事中取得一亞一冠一第四的不俗戰績。

### 4歲（現3歲）
1993年春季處於休養狀態，回復訓練後因表現出暴躁的脾氣，甚至於訓練途中時常做出甩落鞍上騎師南井克巳的行爲，因而陣營於商討後安排接受閹割手術。
10月16日於堀川特別復出，於直路跑出不俗末腳速度下將前方賽駒蠶食，最終於終點線前超越Center the Eagle以鼻位優勢險勝。
其後出戰北大路特別及比叡錦標亦表現優秀，成功以絕佳的狀態達成三連勝。
12月11日出戰鳴尾紀念，比賽途中保持於中團較後位置推進，通過第三彎道時逐步發力佔先。進入直路其後繼續加速，可惜仍然未能追上率先衝出的Roubles Act，以頸位差憾負。

### 5歲（現4歲）
1994年年初出戰西部金盃獲得第二，其後陸陸續續出戰各項分級賽仍然未有突破，包括曾於讀賣盃及新潟大賞典中均以亞軍首場。
6月19日出戰金鯱賞，比賽初段以穩定的節奏保持於先頭位置推進，並於通過最後彎道時處於有利位置。進入直路後，憑借其於比賽途中優秀的節奏把控，其成功由所在位置一舉衝出超越前方所有對手，壓贏領放馬Fuji One Man Cross下奪得首個分級賽冠軍。
夏季未前往放草下以高松宮盃作爲目標，可惜於直路加速不順之下未能追上領放馬Star Ballerina之餘，亦被後方的優秀素質趕過，最終以第三完賽。
短暫放草後於10月出戰京都大賞典，比賽途中繼續採用拿手的先頭戰術加速，進入直路後以優秀的反應繼續衝刺，最終壓贏一同衝出的Ayrton Symboli下率先衝線，奪得第二個分級賽冠軍。
11月27日乘勢出戰日本盃，面對橡樹邀請錦標冠軍沙坑、雅靈頓百萬金大賽和華盛頓國際賽雙冠天堂溪及聖格盧大賽冠軍Apple Tree等外國強敵，其僅獲得第六人氣。比賽開始後，其選擇於先頭位置推進，並於比賽途中一直跟隨於領放的沙坑後方。進入直路後，其瞬間進入加速狀態不斷衝刺，取得領先後繼續保持全速狀態以抵擋後方賽駒的追擊。最終於其堅守位置下，其成功以阻止天堂溪的攻勢，以鼻位優勢險勝對手取得首個一級賽冠軍，亦成爲繼上年度昔日世界後第二匹勝出日本盃的日本訓練閹馬。

### 6歲（現5歲）
1995年年初出現受傷的情況，因而處於近1年長期休養。
10月8日於京都大賞典復出但僅跑獲第十，其後縮程挑戰一哩冠軍賽亦以第十六大敗。
調整過後於12月9日出戰鳴尾紀念，但狀態仍然不振下僅獲第四。

### 7歲（現6歲）
進入1996年，陣營決定安排其轉籍地方，並進入船橋競馬場練馬師新井康夫的馬房。
長期休養過後於12月4日出戰轉籍地方的首戰浦和紀念，但未能適應地方賽場的泥地下以第六完賽。

### 8歲（現7歲）
1997年1月出戰報知大獎盃，然而於比賽途中步伐出現異常，於騎師張田京拉停下馬的情況下被判處比賽中止。
賽後經詳細檢查過後確認其經已不適合繼續出賽，因而陣營決定安排其退役。

### 詳細賽績
| 日期       | 舉辦國家 | 馬場 | 距離   | 級別 | 賽事名稱   | 負重 | 騎師     | 馬號 | 出馬 | 名次     | 時間     | 頭馬（二馬）           |
| ---------- | -------- | ---- | ------ | ---- | ---------- | ---- | -------- | ---- | ---- | -------- | -------- | ---------------------- |
| 19/9/1992  | 日本     | 阪神 | 泥1200 |      | 3歲新馬    | 53   | 南井克巳 | 8    | 10   | 1        | 1:14.6   | （Shirokita Arashi）   |
| 10/10/1992 | 日本     | 京都 | 草1600 | OP   | 紅葉錦標   | 53   | 南井克巳 | 1    | 10   | 3        | 1:34.6   | 琵琶晨光               |
| 1/11/1992  | 日本     | 京都 | 草1600 |      | 黄菊賞     | 53   | 南井克巳 | 6    | 15   | 4        | 1:36.2   | Sanei Kid              |
| 5/12/1992  | 日本     | 阪神 | 草2000 |      | 歐石楠賞   | 54   | 南井克巳 | 1    | 8    | 2        | 2:04.2   | Wako Chikako           |
| 16/10/1993 | 日本     | 京都 | 草1600 |      | 堀川特別   | 55   | 松永幹夫 | 8    | 16   | 1        | 1:34.1   | （Center the Eagle）   |
| 6/11/1993  | 日本     | 京都 | 草2000 |      | 北大路特別 | 55   | 松永幹夫 | 6    | 13   | 1        | 2:00.0   | （Power Shinzan）      |
| 20/11/1993 | 日本     | 京都 | 草2000 |      | 比叡錦標   | 55   | 松永幹夫 | 7    | 11   | 1        | 2:01.6   | （Hokusetsu Ginga）    |
| 11/12/1993 | 日本     | 阪神 | 草2500 | GII  | 鳴尾紀念   | 54   | 松永幹夫 | 15   | 16   | 2        | 2:36.3   | Roubles Act            |
| 5/1/1994   | 日本     | 阪神 | 草2000 | GIII | 西部金盃   | 55   | 松永幹夫 | 7    | 16   | 2        | 2:03.0   | 榮進田州               |
| 23/1/1994  | 日本     | 阪神 | 草2500 | GII  | 日經新春盃 | 55   | 松永幹夫 | 16   | 16   | 4        | 2:36.5   | Monsieur Siecle        |
| 6/3/1994   | 日本     | 中京 | 草1700 | GII  | 讀賣盃     | 56   | 南井克巳 | 7    | 11   | 2        | 1:40.6   | 北方飛翔               |
| 3/4/1994   | 日本     | 阪神 | 草2000 | GII  | 產經大阪盃 | 56   | 南井克巳 | 8    | 14   | 6        | 2:02.0   | Nehai Caesar           |
| 15/5/1994  | 日本     | 新潟 | 草2200 | GIII | 新潟大賞典 | 57   | 南井克巳 | 7    | 14   | 2        | 2:15.2   | Golden Hour            |
| 19/6/1994  | 日本     | 中京 | 草1800 | GIII | 金鯱賞     | 57   | 南井克巳 | 10   | 10   | 1        | 1:48.1   | （Fuji One Man Cross） |
| 10/7/1994  | 日本     | 中京 | 草2000 | GII  | 高松宮盃   | 57   | 武豐     | 6    | 13   | 3        | 2:00.9   | 優秀素質               |
| 10/9/1994  | 日本     | 阪神 | 草2500 | GII  | 京都大賞典 | 57   | 南井克巳 | 3    | 10   | 1        | 2:31.0   | （Ayrton Symboli）     |
| 27/11/1994 | 日本     | 東京 | 草2400 | GI   | 日本盃     | 57   | 南井克巳 | 4    | 14   | 1        | 2:23.6   | （天堂溪）             |
| 8/10/1995  | 日本     | 京都 | 草2400 | GII  | 京都大賞典 | 59   | 南井克巳 | 12   | 13   | 10       | 2:26.1   | 菱亞馬遜               |
| 19/11/1995 | 日本     | 京都 | 草1600 | GI   | 一哩冠軍賽 | 57   | 田原成貴 | 2    | 18   | 16       | 1:35.5   | 步步雷霆               |
| 9/12/1995  | 日本     | 阪神 | 草2500 | GII  | 鳴尾紀念   | 58.5 | 田原成貴 | 12   | 12   | 4        | 2:32.1   | Kanetsu Cross          |
| 4/12/1995  | 日本     | 浦和 | 泥2000 |      | 浦和紀念   | 55   | 桑島孝春 | 7    | 9    | 6        | 2:08.3   | Hokuto Vega            |
| 27/1/1997  | 日本     | 船橋 | 泥1800 |      | 報知大獎盃 | 57   | 張田京   | 11   | 12   | 比賽中止 | 比賽中止 | Kikuno Win             |

## 退役後
退役後，由於美麗皇冠經已接受閹割，所以不能進行配種工作，因而前往北海道三石町（今新日高町）中橋清牧場作爲乘騎馬工作。
2007年6月2日，其被發現死亡，享年17歲。

## 血統簡介
父系Miswaki爲美國生產的法國賽駒，生涯戰績不俗，曾勝出一級賽撒拉曼德大賽。祖父淘金者爲美國著名種馬，於近代擁有巨大影響力，和加拿大種馬北地舞人被譽爲兩大改變世界賽馬的偉大種馬。
母系Maurita爲新西蘭賽駒，生涯戰績優秀，曾勝出新西蘭橡樹大賽、奧克蘭盃、威靈頓盃及新西蘭錦標等一級賽。外祖父Harbor Prince爲美國賽駒，生涯僅勝出六場賽事且未有分級賽冠軍進賬。

### 血統表
| 父線：金滿寶系（淘金者系）                                                     |                                   |                |              |
| 種馬 Miswaki 1978年（栗色）                                                    | 淘金者 1970年（棗色）             | Raise a Native | 天才舞者     |
| 種馬 Miswaki 1978年（栗色）                                                    | 淘金者 1970年（棗色）             | Raise a Native | Raise You    |
| 種馬 Miswaki 1978年（栗色）                                                    | 淘金者 1970年（棗色）             | Gold Digger    | Nashua       |
| 種馬 Miswaki 1978年（栗色）                                                    | 淘金者 1970年（棗色）             | Gold Digger    | Sequence     |
| 種馬 Miswaki 1978年（栗色）                                                    | Hopespringseternal 1971年（栗色） | Buckpasser     | Tom Fool     |
| 種馬 Miswaki 1978年（栗色）                                                    | Hopespringseternal 1971年（栗色） | Buckpasser     | Busanda      |
| 種馬 Miswaki 1978年（栗色）                                                    | Hopespringseternal 1971年（栗色） | Rose Bower     | Princequillo |
| 種馬 Miswaki 1978年（栗色）                                                    | Hopespringseternal 1971年（栗色） | Rose Bower     | Lea Lane     |
| 繁殖雌馬 Maurita 1978年（栗色）                                                | Harbor Prince 1969年（栗色）      | Prince John    | Princequillo |
| 繁殖雌馬 Maurita 1978年（栗色）                                                | Harbor Prince 1969年（栗色）      | Prince John    | Not Afraid   |
| 繁殖雌馬 Maurita 1978年（栗色）                                                | Harbor Prince 1969年（栗色）      | Hornpipe       | Hornbeam     |
| 繁殖雌馬 Maurita 1978年（栗色）                                                | Harbor Prince 1969年（栗色）      | Hornpipe       | Sugar Bun    |
| 繁殖雌馬 Maurita 1978年（栗色）                                                | Cathmoi 1972年（栗色）            | Alvaro         | Rockefella   |
| 繁殖雌馬 Maurita 1978年（栗色）                                                | Cathmoi 1972年（栗色）            | Alvaro         | ALdegonde    |
| 繁殖雌馬 Maurita 1978年（栗色）                                                | Cathmoi 1972年（栗色）            | Untried        | The Summit   |
| 繁殖雌馬 Maurita 1978年（栗色）                                                | Cathmoi 1972年（栗色）            | Untried        | Cordial      |
| 雌系：號族：13-a                                                               |                                   |                |              |
| 五代內近親交配：Princequillo 4×4、Nasrullah 5×5、Count Fleet 5×5、Hyperion 5×5 |                                   |                |              |

## 命名由來
名字中，Marvelous（マーベラス）是馬主笹原貞生冠名，帶有「美麗」的意思，Crown意思即是「皇冠」。

## 外部連結
- 美麗皇冠 netkeiba.com （页面存档备份，存于）
- 血統表